# Hypanthidioides gracilis
Hypanthidioides gracilis är en biart som först beskrevs av Urban 1993.  Hypanthidioides gracilis ingår i släktet Hypanthidioides och familjen buksamlarbin. Inga underarter finns listade i Catalogue of Life.